# トゥニカ (ミシシッピ州)
トゥニカ（英: Tunica）は、アメリカ合衆国ミシシッピ州の北西部、トゥニカ郡の町であり、同郡の郡庁所在地である。チュニカとも呼ばれる。2010年国勢調査でのトゥニカの人口は1,030 人だった。1990年代初期までトゥニカはアメリカ合衆国で最も貧しい場所の1つであり、人口も1970年の1,685人を頂点として減り続けている。特に開放型の下水路があることで「シュガー・ディッチ・アレー」と呼ばれる地区があることから、やや有名な場所になっている。
1994年、町の近くにギャンブルのリゾートが開発されたことから、町の運命は上向き、主要なカジノが地元民を雇用したので、トゥニカの市外で人口増加が起こった。近くにあるテネシー州メンフィスやアーカンソー州ウェストメンフィス、さらにアメリカ合衆国南東部の全体から、ギャンブル客を惹きつけている。その規模はわずか8年ほどでアメリカ国内でネバダ州ラスベガス、ニュージャージー州アトランティックシティに次ぐ規模にまで成長し、全米第3のカジノシティと呼ばれる。特にカジノが法律で禁止されているテネシー州メンフィスからの利用客が多い。なお、ミシシッピ州の税収の半数近くはカジノ施設からであるが、その中でこのトゥニカが果たす役割は大きい。
トゥニカはトゥニカ郡の郡庁所在地として4か所目、5代目である。過去にコマース（1839年-1842年、1843年-1847年）、ペイトン（1842年の短期間）、オースティン（1847年-1888年）が郡庁所在地に指定されてきた。

## 地理
トゥニカ町は北緯34度41分20秒 西経90度22分50秒 / 北緯34.68889度 西経90.38056度 (34.688797, -90.380587)に位置している。メンフィスから南に約20マイル (32 km) にある。西はミシシッピ川に近い。
アメリカ合衆国国勢調査局に拠れば、町域全面積は0.7平方マイル (1.8 km2)であり、全て陸地である。

## 人口動態
以下は2000年の国勢調査による人口統計データである。
| 基礎データ - 人口: 1,132 人 - 世帯数: 537 世帯 - 家族数: 254 家族 - 人口密度: 615.6人/km2（1,588.4 人/mi2） - 住居数: 592 軒 - 住居密度: 321.9軒/km2（830.7 軒/mi2） 人種別人口構成 - 白人: 67.84% - アフリカン・アメリカン: 29.42% - ネイティブ・アメリカン: 0.27% - アジア人: 1.06% - その他の人種: 0.88% - 混血: 0.53% - ヒスパニック・ラテン系: 2.30% | 年齢別人口構成 - 18歳未満: 18.9% - 18-24歳: 6.1% - 25-44歳: 23.4% - 45-64歳: 28.3% - 65歳以上: 23.3% - 年齢の中央値: 46歳 - 性比（女性100人あたり男性の人口） - 総人口: 87.7 - 18歳以上: 80.0 世帯と家族（対世帯数） - 18歳未満の子供がいる: 18.4% - 結婚・同居している夫婦: 34.3% - 未婚・離婚・死別女性が世帯主: 11.2% - 非家族世帯: 52.7% - 単身世帯: 48.0% - 65歳以上の老人1人暮らし: 26.4% - 平均構成人数 - 世帯: 2.01人 - 家族: 2.94人 | 収入と家計 - 収入の中央値 - 世帯: 26,607米ドル - 家族: 54,583米ドル - 性別 - 男性: 30,208米ドル - 女性: 22,250米ドル - 人口1人あたり収入: 20,114米ドル - 貧困線以下 - 対人口: 25.5% - 対家族数: 17.1% - 18歳未満: 33.3% - 65歳以上: 21.3% |

## 教育
トゥニカ町の公共教育は、トゥニカ郡教育学区が管轄している。学区に入っている学校はトゥニカ小学校、トゥニカ中学校、ロサフォート高校である。
トゥニカ町に近いトゥニカ郡の未編入領域に、私立のトゥニカ・アカデミーがある。

## カジノ経済
地元経済に対するカジノ・ギャンブルの効果は、郡内でトゥニカ町以外の未編入の土地での人口を増加させた。1990年以来、町の名前はミシシッピ川近くにある幾つかのカジノと関連して人気を上げてきた。しかし、現在のカジノ群はトゥニカ町の北10マイル (16 km) のトゥニカ・リゾートにあり、デソト郡との郡境に伸びている。
トゥニカ・リゾートは当初「ロビンソンビル」と名付けられていたが、2005年にカジノの場所に関する混乱を排除するために改名され、常に「トゥニカ」という名称を含むようになった。トゥニカ郡北部でこれらカジノが成功したのは、まず1990年代初期にムーン・ランディングと呼ばれたトゥニカ町域すぐ北西にある地域初のカジノ群があったからだった。この領域は現在ノーストゥニカという国勢調査指定地域を構成している。これらのカジノはその後閉鎖されるか、大都市メンフィスに近い場所でより大きなリゾートとして開店し、都市圏の住民を呼び込もうとしている。
ミシシッピ州のメキシコ湾岸にあるカジノ地域とは異なり、トゥニカはハリケーン・カトリーナの道筋には入らなかった。その結果、メキシコ湾岸のカジノが修繕や再建を行っている間に、メキシコ湾岸の固定客であった人々を、北のトゥニカに引き寄せることになった。
カジノはトゥニカの町域外にあるが、それから生み出される税収入の恩恵は町にも及んでいる。公立学校や中心街の改良が進んだのがその目に見える効果である。長期にわたる効果としてはアメリカ国道61号線の改良や、多くの議論を呼んだトゥニカ市民空港の拡張可能性がある。
2007年時点で、トゥニカ・リゾート住民の中には、新たな町として地域を法人化させようとしている者がいる。トゥニカ郡の司法権下に運営されるか、トゥニカ町に併合されるかという選択肢に対抗するものである。トゥニカ・リゾートが法人化されると、新しい町政府はカジノの税収から直接の恩恵を受け、町役場の建設も可能である。人口と税収の成長次第では、消防署や警察署、図書館など公共インフラの追加も可能になる。現在のトゥニカ町への潜在的な効果は不明である。

### トゥニカのカジノ街
トゥニカはラスベガスのように市街地を形成しているわけではなく、かつて綿花畑として知られた広大な湿原地帯にカジノを併設したホテルが点在する。カジノ併設ホテルは2021年現在「ゴールドストライク」「ホースシュー」「ファーストジャックポット」「フィッツ」「ハリウッド」「サムズタウン」の6店舗であり、それぞれが離れた位置にあるため、移動はバスやマイカーなどを利用する。また、ミシシッピ州法によりカジノは水上でないと敷設が認められなかったが、州法の改正にともない、河川沿いでも合法化されたため、いずれのホテルも河畔に建っている特徴がある。

## 著名な出身者
- シャーレイン・ハリス、ニューヨーク・タイムズのベストセラーリストに載るミステリー・ホラー小説作家、トゥニカ生まれ